# Bronisławki (powiat pilski)
Bronisławki – osada w Polsce położona w województwie wielkopolskim, w powiecie pilskim, w gminie Ujście.
W latach 1975–1998 miejscowość administracyjnie należała do województwa pilskiego.